# Natuzzi
Natuzzi este cea mai mare companie de mobilă din Italia și a fost înființată de omul de afaceri italian Pasquale Natuzzi. Sediul principal se află la Santeramo in Colle, în provincia Bari, regiunea Apulia.
Compania are o cifră anuală de afaceri de peste 700 de milioane de Euro.
În anul 1994, Natuzzi devenea primul producător de mobilă străin listat la bursa newyorkeză (NYSE).
Este lider mondial pe segmentul de obiecte de mobilier tapițate în piele, și totalizează 776 puncte de vânzare la nivel mondial.
Are unsprezece fabrici la nivel mondial și exportă în 123 de țări.
Deține brand-urile Natuzzi (poziționat pe segmentul high-end al pieței), Italsofa (linia de producție proiectată pentru segmentul comercial, creată în 2001), Leather Editions și Softaly..
Deține în România o fabrică Italsofa la Baia Mare, unul dintre principalii producători de mobilă de pe piața locală.